# Gamasiphis ovoides
Gamasiphis ovoides är en spindeldjursart som beskrevs av Wolfgang Karg 1993. Gamasiphis ovoides ingår i släktet Gamasiphis och familjen Ologamasidae. Inga underarter finns listade i Catalogue of Life.